# Університет Нью-Йорка в Перчейзі
Університет штату Нью-Йорк у Перчейзі (англ. State University of New York at Purchase) або Перчейз-коледж (англ. Purchase State College) - один із 13 громадських коледжів Університету штату Нью-Йорк.
Заснований нью-йоркським губернатором Нельсоном Рокфеллером у 1967 році. Розташований в м. Перчейз, штат Нью-Йорк. Його кампус з'єднує гуманітарний коледж, консерваторію, арт-центр і музей Нойбергер.

## Відомі випускники
- Роберт Джон Берк
- Констанс Ву
- Девід Гребер
- Малкольм Гудвін
- Манола Даргіс
- Зої Кравітц
- Мелісса Лео
- Moby
- Вінг Реймс
- Веслі Снайпс
- Регіна Спектор
- Стенлі Туччі
- Шей Віґем
- Іді Фалко
- Абель Феррара
- Джош Гартнетт